# 2017년 파슨스 그린 역 폭탄 테러
2017년 9월 15일 오전 8시 20분경 잉글랜드 런던 파슨스 그린 역 디스트릭트 선 객차 내에서 폭탄이 폭발하였다. 29명이 응급 치료 센터에서 치료를 받았으며, 대부분 화상이였다. 광역경찰청은 이 폭발을 테러로 규정하였다.

## 같이 보기
- 2005년 런던 폭탄 테러